# La Bastide-Puylaurent
 La Bastide-Puylaurent  es una población y comuna francesa, situada en la región de Languedoc-Rosellón, departamento de Lozère, en el distrito de Mende y cantón de Villefort.

## Demografía
| 345 | 242 | 191 | 176 | 183 | 157 |
| Para los censos de 1962 a 1999 la población legal corresponde a la población sin duplicidades (Fuente: INSEE [Consultar]) |     |     |     |     |     |